# Tore Svensson
Tore Svensson (26 de dezembro de 1927 - 26 de abril de 2002) foi um futebolista sueco que atuava como goleiro. Ele competiu na Copa do Mundo FIFA de 1950, sediada no Brasil, na qual a seleção de seu país terminou na terceira colocação.